# Station Knokke
Station Knokke is een kopstation aan het eind van spoorlijn 51B bij de deelgemeente Knokke in de gemeente Knokke-Heist. Tussen station Heist en Knokke rijdt ook de kusttram die tegenwoordig hier haar eindstation heeft evenwijdig met de spoorweg. De trambaan was vroeger de treinbaan.
Sinds 1 maart 2024 zijn de loketten van dit station enkel in de week geopend tussen 7.30 en 10.45 uur.

## Geschiedenis
Na meer dan 30 jaar strijden werd de spoorlijn Brugge - Heist verlengd vanaf Heist tot aan de weg/tramweg van Knokke naar Westkapelle (zie 1905 kaart. Tot dan toe was Knokke alleen bereikbaar per buurtspoorweg vanaf Brugge (geopend in 1890) of Heist. Bij de opening op 29 juni 1920 lag het station aan het eind van spoorlijn 51 (Brugge - Blankenberge - Zeebrugge - Heist - Knokke). In 1937 werd het gedeelte Blankenberge - Zeebrugge opgebroken en kwam het station Knokke te liggen aan het eind van spoorlijn 51A (Brugge - Zeebrugge - Heist - Duinbergen - Knokke). Na het opbreken van het gedeelte Zeebrugge - Heist in 1983, op het einde van spoorlijn 51B (Brugge - Heist - Duinbergen - Knokke).
Het eerste station van Knokke bestond uit twee houten barakken die ongeveer 50 m westwaarts waren gelegen van het huidige station. Op 10 juli 1932 werd een nieuw station ingehuldigd, gelegen op de huidige plaats van het station. Dit stationsgebouw werd aan het einde van de Tweede Wereldoorlog door de Duitse bezetters gedeeltelijk opgeblazen, waardoor men ook tijdelijk niet meer naar Brugge kon sporen. Pas vanaf 1946 kon men vanuit Knokke terug naar Brugge sporen en pas op 21 juli 1956 werd het nieuwe huidige stationsgebouw ingehuldigd. Het gebouw werd ontworpen door architect F. Verbeemen en staat in het verlengde van de sporen. In de jaren 90 werd het stationsgebouw gerenoveerd. De lokethal werd volledig vernieuwd. Zo verdween het krantenstalletje en werden er nieuwe sanitaire voorzieningen geïnstalleerd.
Tot de verbouwing in de jaren 2000 waren er, voor het reizigersvervoer, 7 sporen waarvan er slechts 4 aankwamen op een perron (spoor 2, 3, 5 en 6). Sindsdien waren er nog 4 sporen die allemaal op een perron aankomen. In 2016 werd ook spoor 1 opgebroken. Enkel de sporen 2, 3 en 4 blijven nog over. Tot 1987 was er ook goederenvervoer tot in Knokke op een aparte loskade.
Ooit was er een stationsrestauratie in het station, maar die is gesloten. Momenteel is er een Fietspunt (fietsverhuurbedrijf) voorzien in het station. Het station is rolstoel toegankelijk en er is een mobiele inrijhelling om in / uit de trein te komen. Een aangepast toilet is ook aanwezig.
Voorheen was er een bushalte bij de keerlus van de Kusttram, en voor de hoofdingang. Sinds het nieuwe busstation er is,  zijn er alleen nog daar bushaltes. Buslijn 3 gaat naar Ramskapelle, 12 naar 't Zoute, 41 naar Brugge, 44 naar Westkapelle, en 45 naar Maldegem. Het beginpunt van de Kusttramlijn ligt op circa 250 meter van het stationsgebouw.
De trams zijn rolstoel toegankelijk.

## Galerij

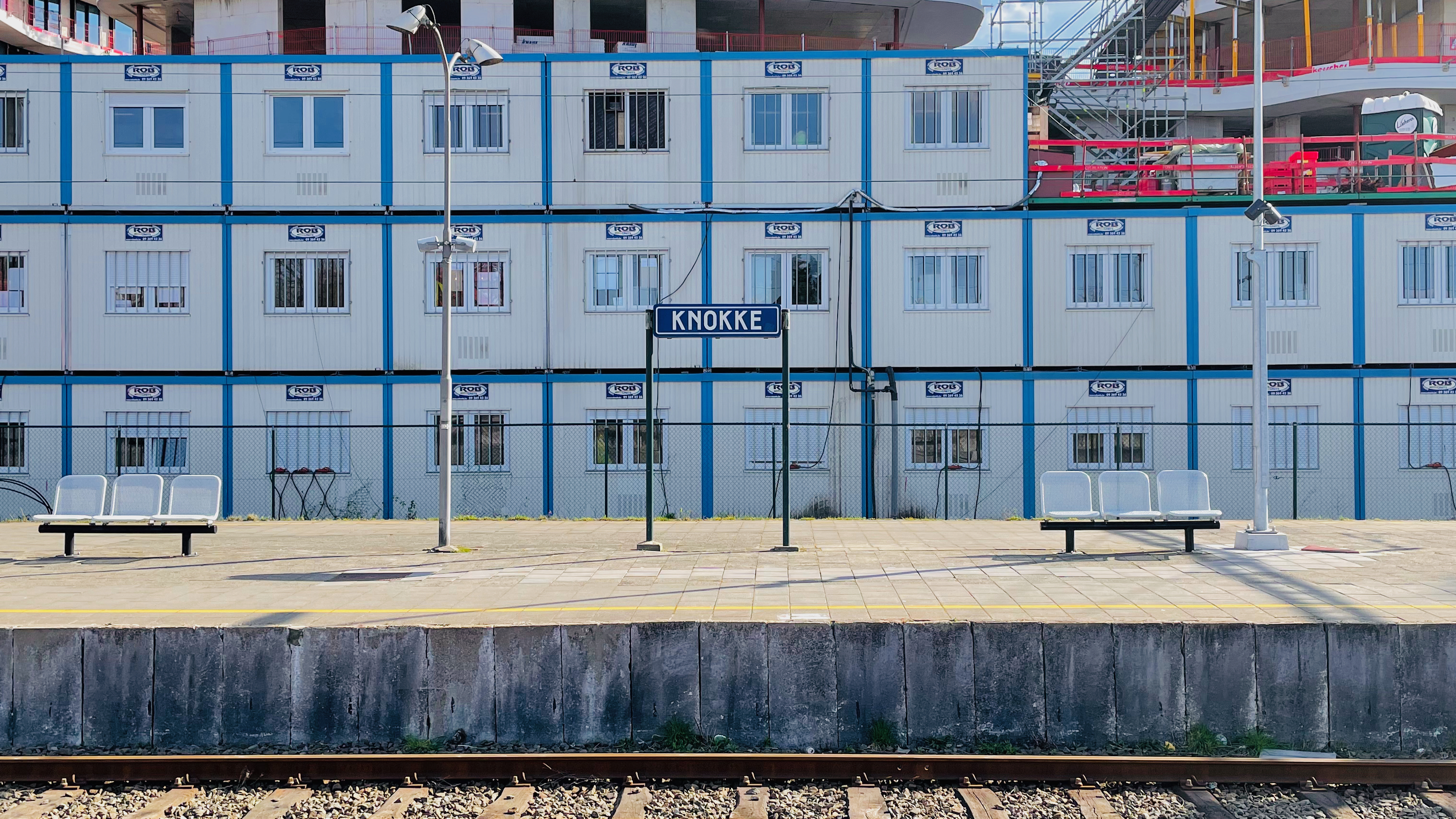
Plaatsnaambord
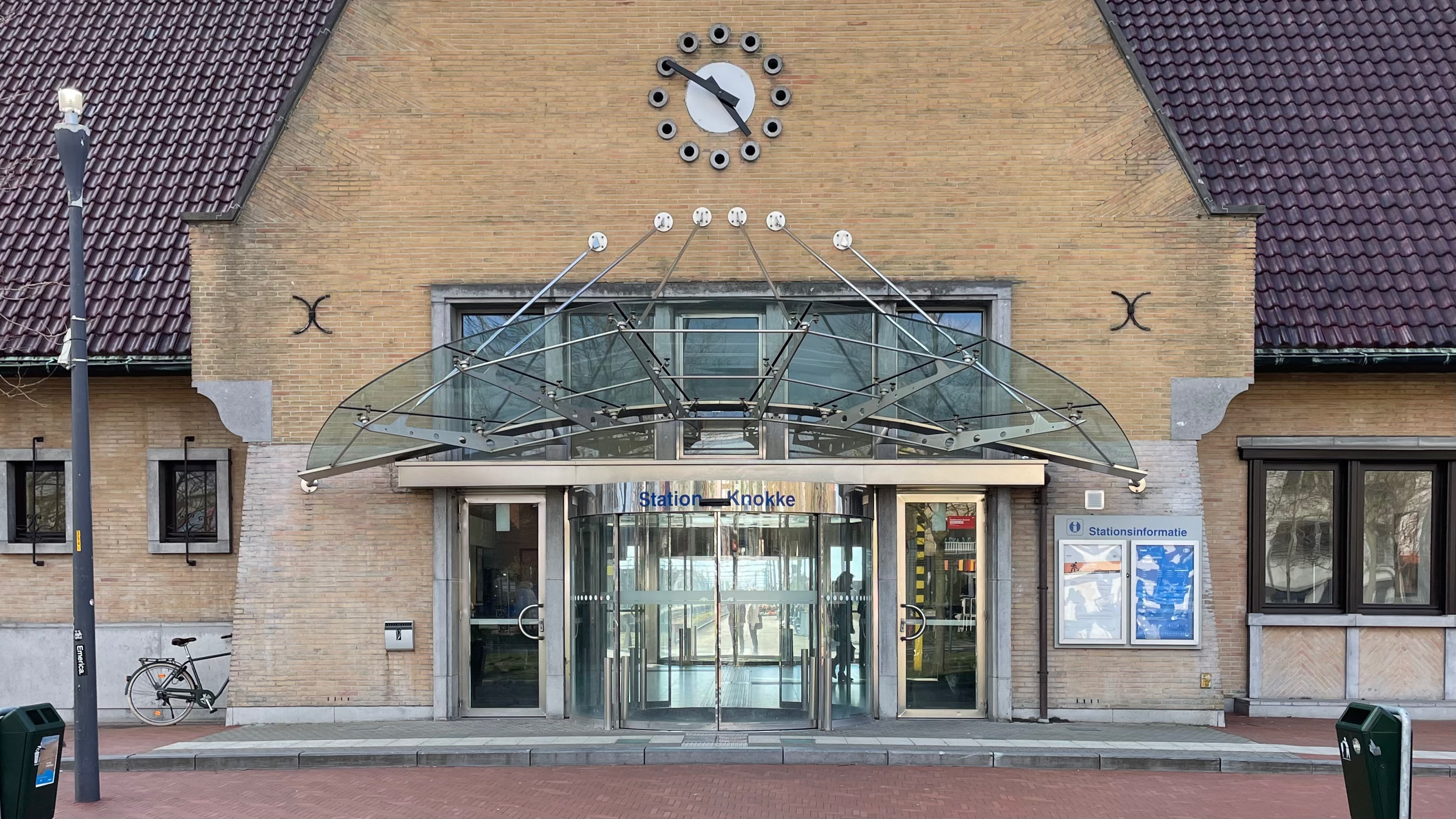
Stationsingang
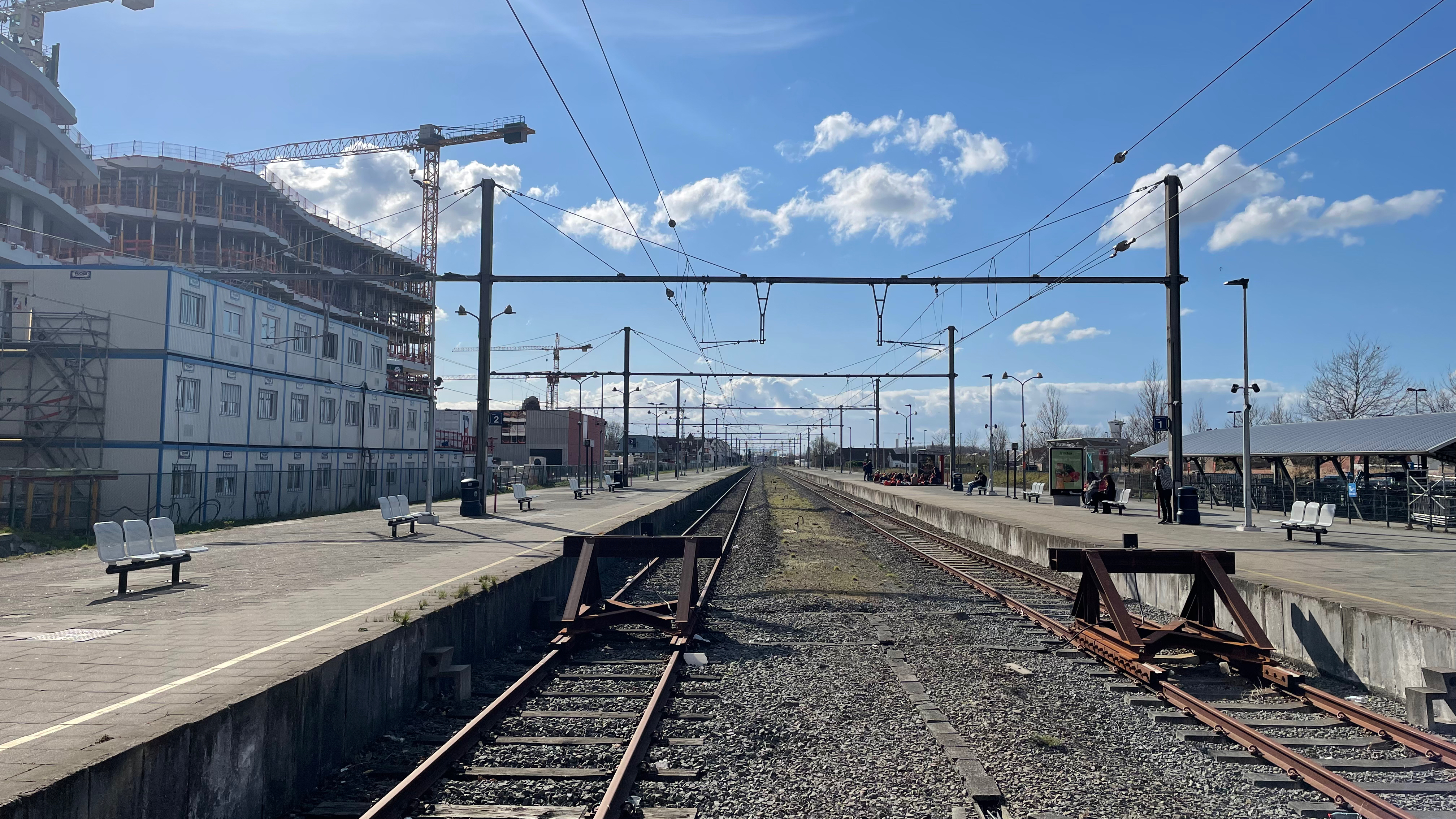
Zicht op de sporen
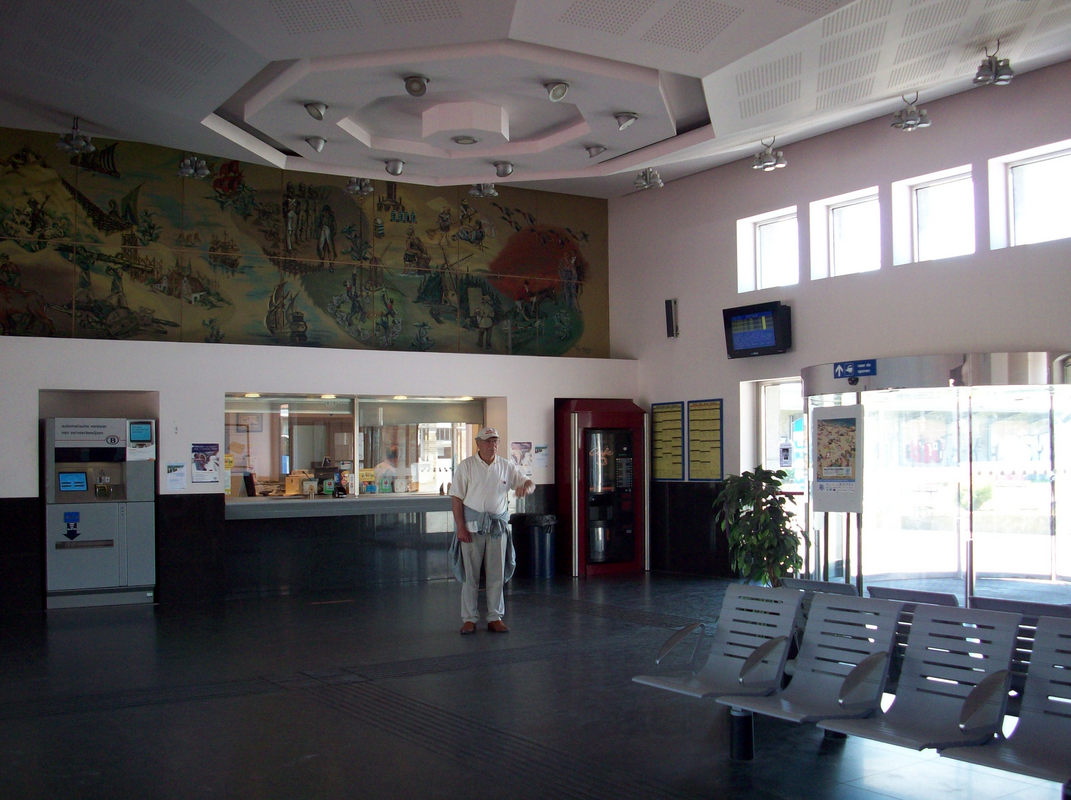
Lokethal (foto 2010)
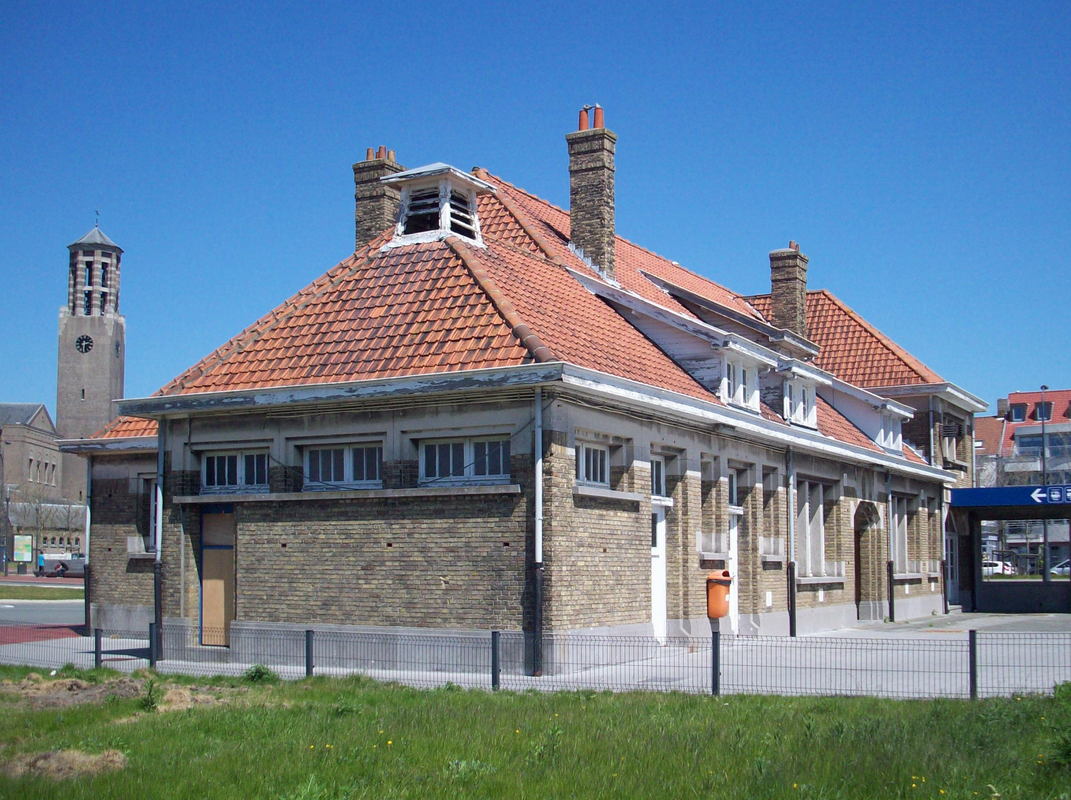
Het oude (tweede) stationsgebouw uit 1932 (foto 2010)
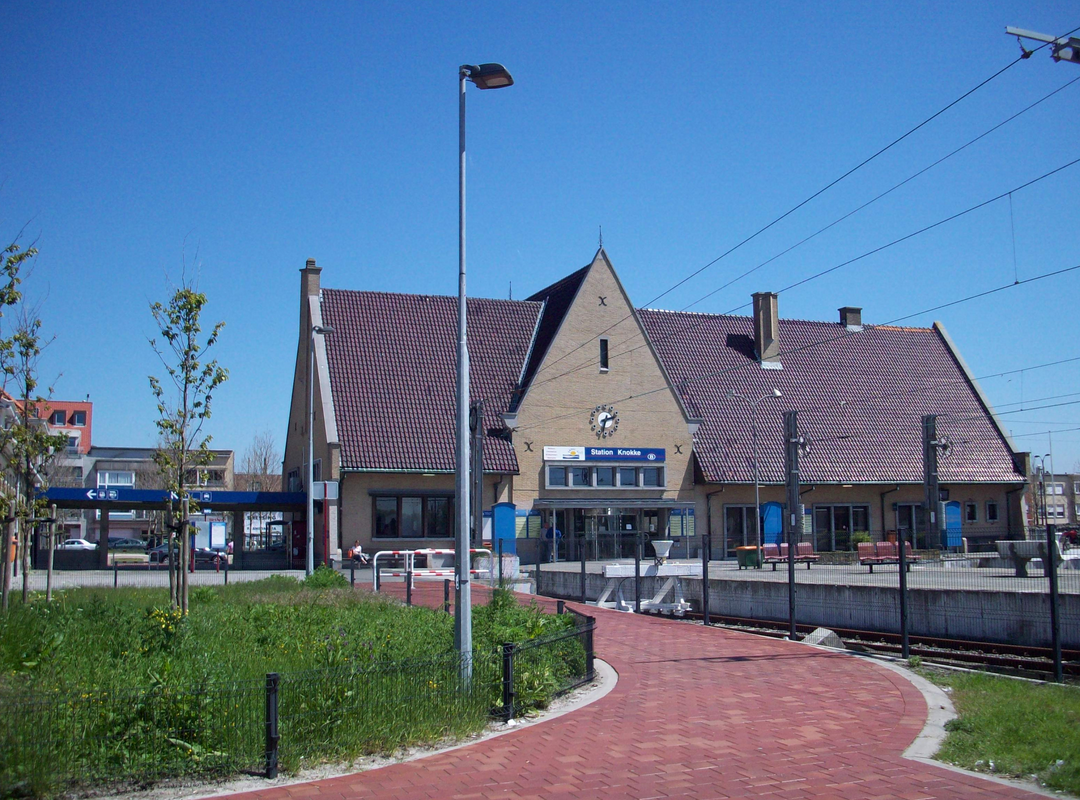
Het nieuwe (derde) stationsgebouw uit 1956 (foto 2010)
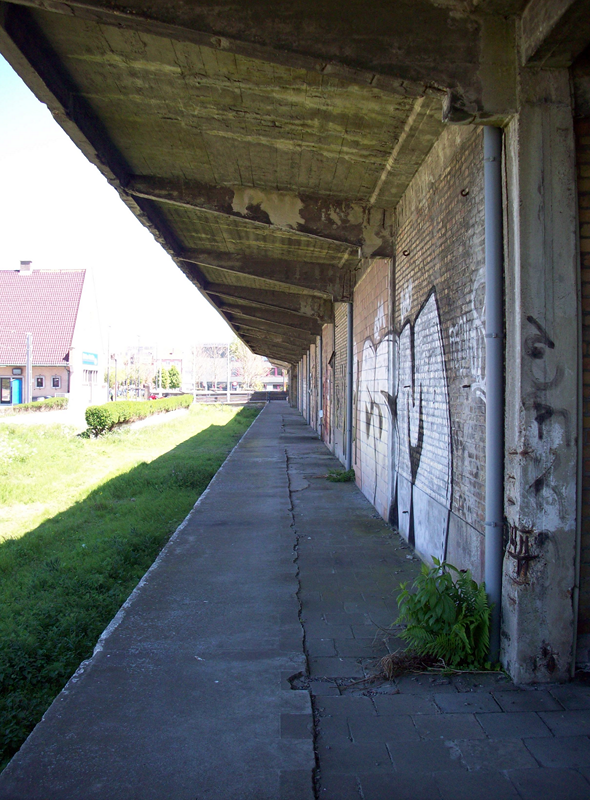
Voormalige loskade (foto 2010)
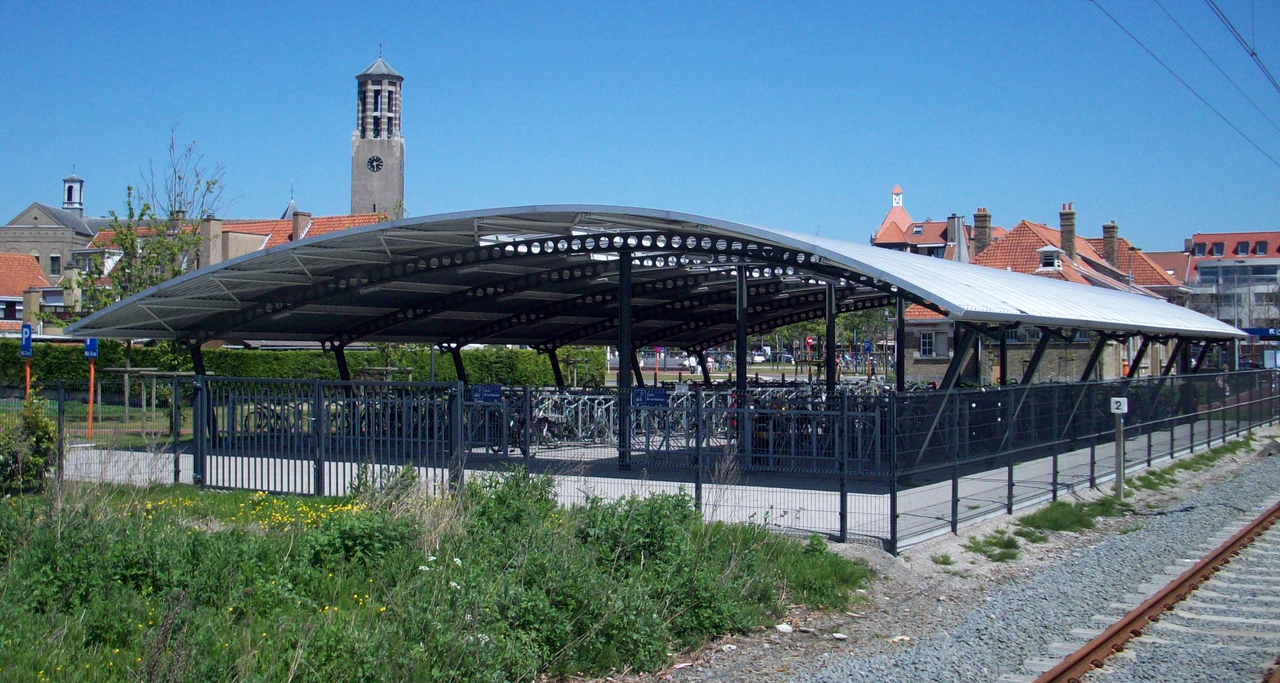
Fietsenstalling (foto 2010)
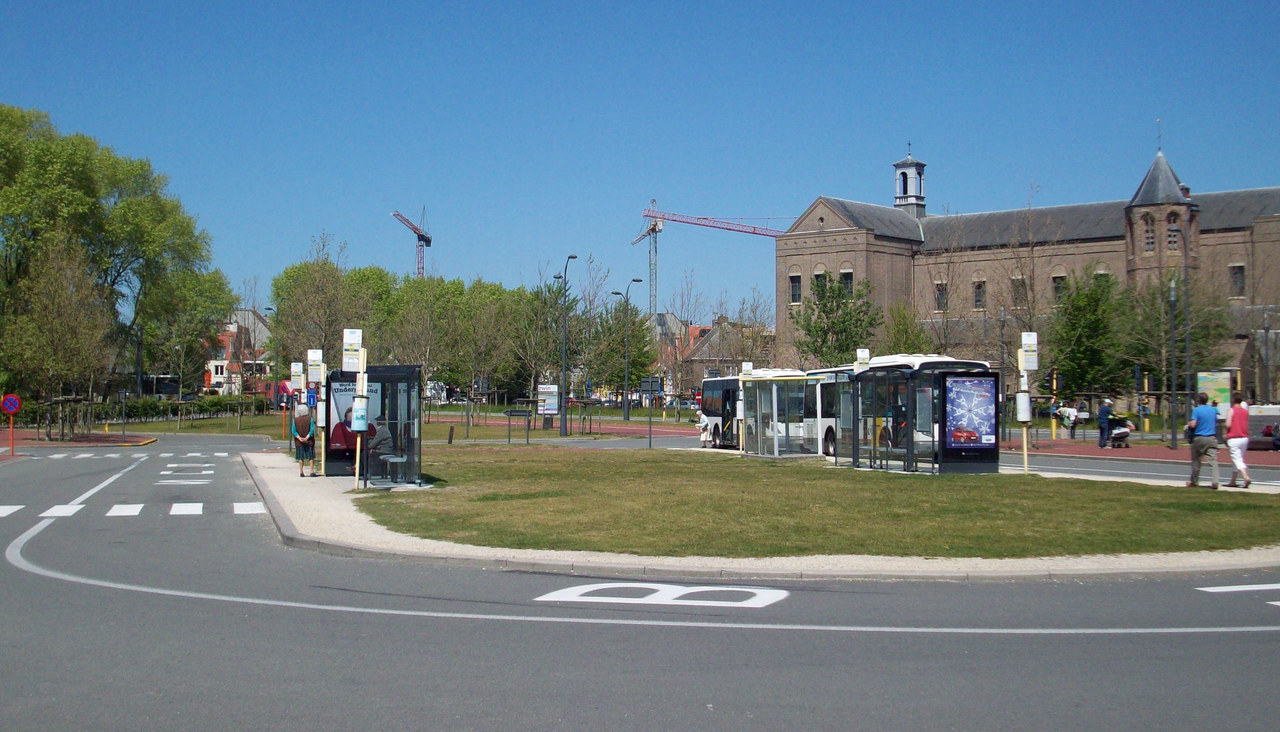
Busstation (foto 2010)
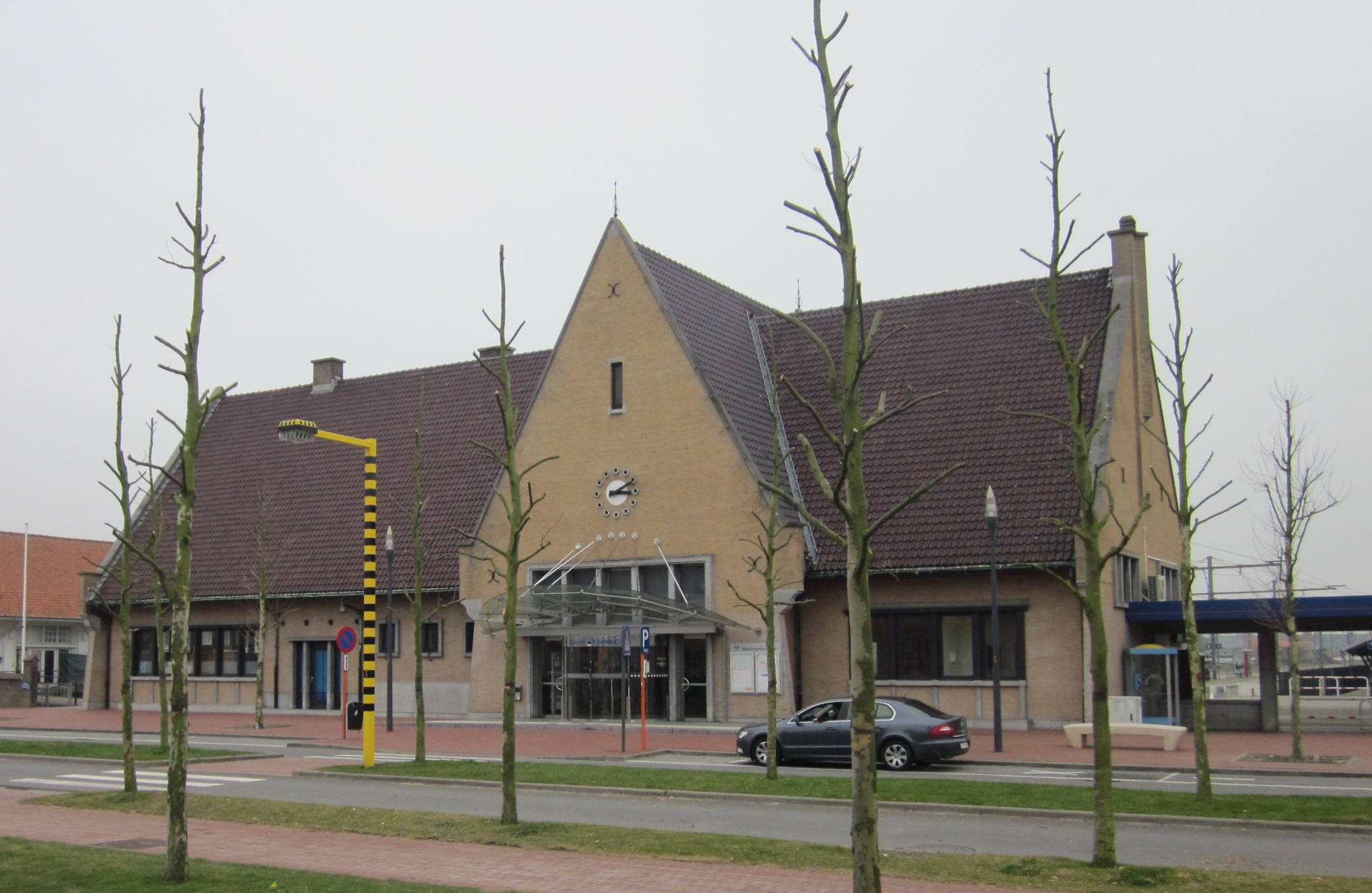
Het stationsgebouw (foto 2012)

## Treindienst
| Serie       | Treinsoort            | Route                                                                          | Bijzonderheden               |
| ----------- | --------------------- | ------------------------------------------------------------------------------ | ---------------------------- |
| IC 23A      | Intercity (NMBS)      | Brussels Airport-Zaventem – Brussel-Zuid – Gent-Sint-Pieters – Brugge – Knokke |                              |
| P 7060/8060 | Piekuurtrein (NMBS)   | Knokke – Brugge                                                                | Rijdt alleen op werkdagen.   |
| ICT 6600    | Toeristentrein (NMBS) | Brugge – Knokke                                                                | Rijdt alleen in het weekend. |

## Reizigerstellingen
De grafiek en tabel geven het gemiddeld aantal instappende reizigers weer op een week-, zater- en zondag.
| Tabel: aantal instappende reizigers station Knokke | Tabel: aantal instappende reizigers station Knokke | Tabel: aantal instappende reizigers station Knokke | Tabel: aantal instappende reizigers station Knokke |
|                                                    | Weekdag                                            | Zaterdag                                           | Zondag                                             |
| -------------------------------------------------- | -------------------------------------------------- | -------------------------------------------------- | -------------------------------------------------- |
| 1977                                               | 1 679                                              | 1 078                                              | 1 224                                              |
| 1978                                               | 1 472                                              | 961                                                | 1 066                                              |
| 1979                                               | 1 173                                              | 567                                                | 993                                                |
| 1980                                               | 1 100                                              | 670                                                | 824                                                |
| 1981                                               | 1 018                                              | 711                                                | 823                                                |
| 1982                                               | 1 252                                              | 759                                                | 1 187                                              |
| 1983                                               | 941                                                | 563                                                | 913                                                |
| 1984                                               | 1 333                                              | 831                                                | 1 153                                              |
| 1985                                               | 970                                                | 607                                                | 1 091                                              |
| 1986                                               | 1 323                                              | 586                                                | 1 394                                              |
| 1987                                               | 1 229                                              | 608                                                | 1 427                                              |
| 1988                                               | 1 470                                              | 939                                                | 1 499                                              |
| 1989                                               | 1 262                                              | 508                                                | 1 411                                              |
| 1990                                               | 768                                                | 639                                                | 1 105                                              |
| 1991                                               | 962                                                | 686                                                | 1 203                                              |
| 1992                                               | 1 020                                              | 720                                                | 1 201                                              |
| 1993                                               | 1 147                                              | 740                                                | 1 226                                              |
| 1994                                               | 1 125                                              | 1 120                                              | 1 295                                              |
| 1995                                               | 1 151                                              | 1 029                                              | 1 685                                              |
| 1996                                               | 1 313                                              | 740                                                | 687                                                |
| 1997                                               | 1 338                                              | 882                                                | 1 654                                              |
| 1998                                               | 855                                                | 624                                                | 1 022                                              |
| 1999                                               | 770                                                | 724                                                | 1 002                                              |
| 2000                                               | 1 243                                              | 1 020                                              | 1 590                                              |
| 2001                                               | 1 256                                              | 1 050                                              | 1 280                                              |
| 2002                                               | 1 193                                              | 1 150                                              | 1 378                                              |
| 2003                                               | 995                                                | 950                                                | 1 640                                              |
| 2004                                               | 996                                                | 1 258                                              | 1 340                                              |
| 2005                                               | 1 322                                              | 1 469                                              | 2 164                                              |
| 2006                                               | 1 069                                              | 1 121                                              | 1 642                                              |
| 2007                                               | 1 000                                              | 791                                                | 940                                                |
| 2008                                               | -                                                  | -                                                  | -                                                  |
| 2009                                               | 782                                                | 681                                                | 1 120                                              |
| 2010                                               | -                                                  | -                                                  | -                                                  |
| 2011                                               | -                                                  | -                                                  | -                                                  |
| 2012                                               | 724                                                | 510                                                | 962                                                |
| 2013                                               | 741                                                | 505                                                | 812                                                |
| 2014                                               | 858                                                | 641                                                | 1 285                                              |
| 2015                                               | 740                                                | 460                                                | 837                                                |
| 2016                                               | 530                                                | 402                                                | 695                                                |
| 2017                                               | 673                                                | 653                                                | 986                                                |
| 2018                                               | 727                                                | 624                                                | 706                                                |
| 2019                                               | 786                                                | 778                                                | 971                                                |
| 2020                                               | 537                                                | 294                                                | 160                                                |
| 2021                                               | -                                                  | -                                                  | -                                                  |
| 2022                                               | 770                                                | 770                                                | 1 222                                              |
| 2023                                               | 768                                                | 1 751                                              | 1 035                                              |
| 2024                                               | 746                                                | 883                                                | 1 168                                              |

(Brugge) ·
10,6: Heist ·
12,4: Duinbergen ·
13,9: Knokke